# RJ-45

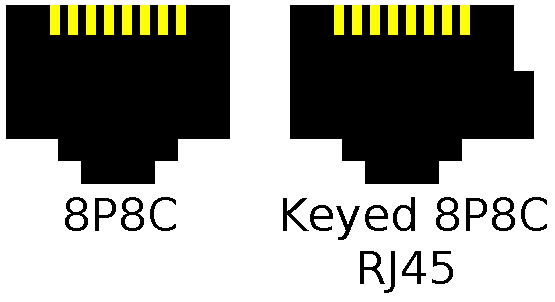
Schemat wtyku 8P8C (po lewej stronie) oraz RJ45 z widocznym "kluczem" (po prawej)

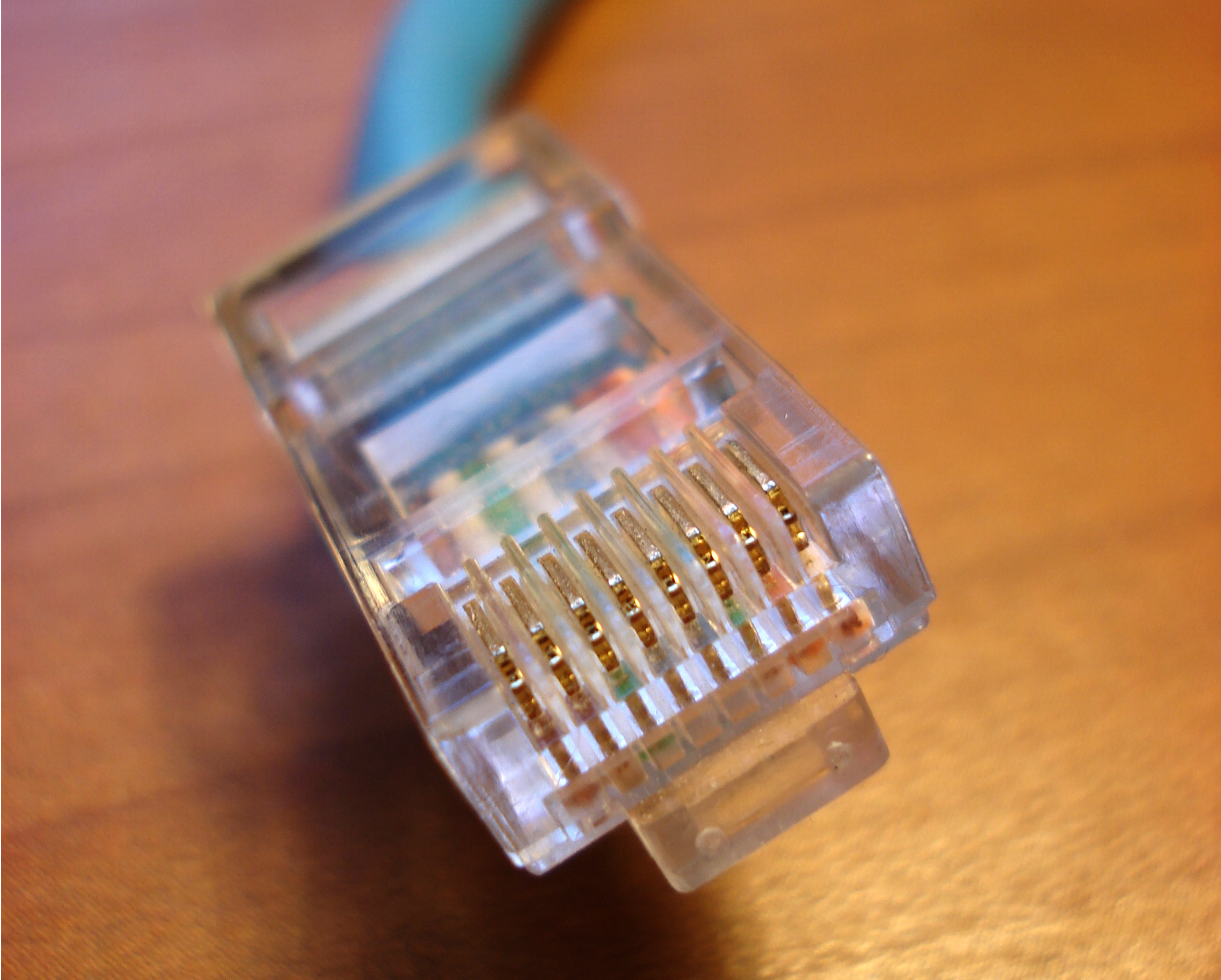
Wtyk 8P8C (wtyk RJ-45 posiada dodatkową wypustkę, tzw. klucz)

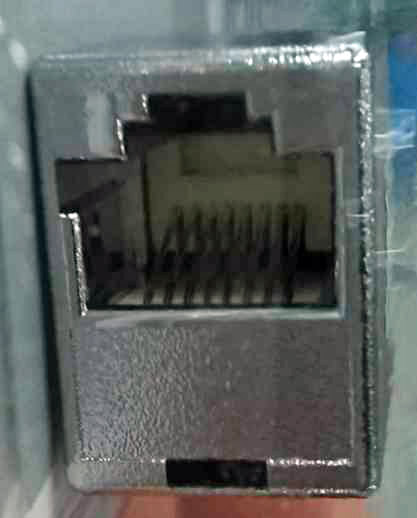
Złącze modułowe żeńskie 8P8C z wycięciem na klucz (złącze stosowane w przestarzałej specyfikacji jako RJ45S)

RJ-45 (Registered Jack – type 45) – standard dla złącza (interfejs) między okablowaniem klienta a okablowaniem firmy telekomunikacyjnej, najczęściej używany do podłączania niektórych typów modemów. Nie należy go mylić ze złączem 8P8C, które jest używane do tworzenia zakończeń kabli typu skrętka w sieciach standardu Ethernet.
Wtyczka RJ-45 podobna jest do 8P8C, ale jest wyposażona w dodatkową wypustkę uniemożliwiającą włożenie jej do typowego gniazda 8P8C. Wykorzystywane są w niej piny:
- 4. i 5. – podłączenie jedynej linii danych;
- 7. i 8. – rezystor umieszczony w gnieździe, sterujący mocą modemu.

Występuje w dwóch wersjach:
- RJ-45S – pojedyncze gniazdo
- RJ-45M – do ośmiu gniazd.

Unormowane jest to w Title 47 CFR 68 subpart F, jednak w 2001 r. odpowiedzialność za ten fragment została przeniesiona na organizację Administrative Council for Terminal Attachments (ACTA) i cała część F została z CFR wykreślona.